# La Oliva
La Oliva és un municipi de l'illa de Fuerteventura, a les illes Canàries. En aquest municipi es troba el Parc Natural de les Dunes de Corralejo, en el qual està inclosa l'illa de Lobos que li pertany administrativament. La Muntanya de Tindaya, un dels principals jaciments de manifestacions rupestres de l'illa, era considerada màgica pels guanxes. La vegetació del municipi està caracteritzada pel matoll arços (com l'aulaga o la matamoros). 

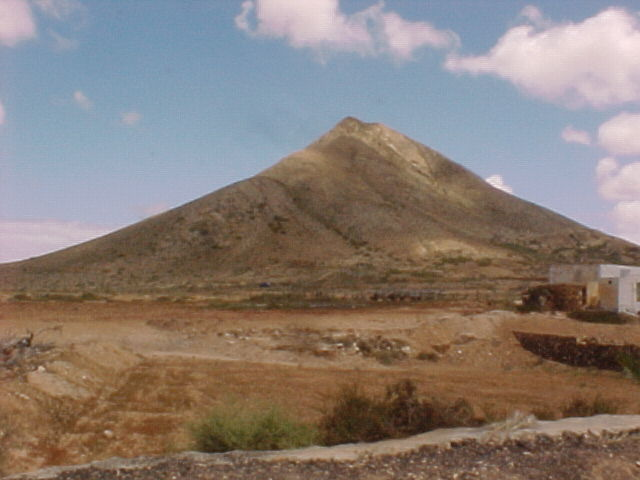
Muntanya de Tindaya

Destaquen les platges del Cotillo i Corralejo ho que ha permès el desenvolupament turístic del municipi. A les seves costes es donen les condicions necessàries per a la pràctica d'esports com el surf, el windsurf, submarinisme, etc. Els principals nuclis poblacionals són Corralejo (8.995 habitants), Villaverde (1.300 habitants) i La Oliva (1.074 habitants) (INE 2006). La Oliva va ser capital de Fuerteventura fins a 1880.

## Llocs d'interès cultural
- Casa dels Coronels: fundada el 1650, en temps senyorials, l'edifici albergava als coronels de les milícies. Ostentaven el poder militar i, a partir del segle xviii, també el civil.
- Casa de la Cilla: antic magatzem, actualment és seu del Museu del gra. Aquest museu està dedicat a les tasques agrícoles entorn de l'obtenció del gra.
- Monument a Unamuno: Miguel de Unamuno va estar bandejat uns mesos en Fuerteventura en 1924. És obra de l'escultor Juan Borges Linares i està situada a Montaña Quemada.
- Centre d'Art Canari: exposa art contemporani desenvolupat per artistes canaris.
- Torre del Tostón, a El Cotillo, aixecada el 1700 per defensar l'illa contra els atacs dels corsaris.[2]